# Propellar
Albums de Buckethead
Forgotten Library
(2013) Pike 13
(2013)
Propellar, aussi connu sous le nom de Pike 12, est le 42e album de Buckethead et le 12e volume de la série « Buckethead Pikes »,. Il fut offert le 12 avril 2013 en version limitée (300 exemplaires) consistant d'un album à pochette vierge dédicacée par Buckethead pour être livré le 7 mai 2013. Le 21 juillet 2014, une version numérique de l'album est offerte en ligne sur le site officiel de la série. L'album possède maintenant un titre, une pochette et des titres de pistes.
Une version standard a été annoncée, mais n'est toujours pas disponible.

## Liste des titres
| 1.    | Propellar            | 6:17  |
| 2.    | Room of Shells       | 2:04  |
| 3.    | Meeting of the Mummy | 3:35  |
| 4.    | The Poultry Show     | 4:18  |
| 5.    | Launched             | 11:50 |
| 6.    | Dome                 | 2:13  |
| 30:17 |                      |       |

| Date            | Format            | Épuisé |
| --------------- | ----------------- | ------ |
| 7 mai 2013      | Version limitée   | Oui    |
| 21 juillet 2014 | Version numérique | -      |
| -               | Version standard  | -      |